# Yasak Elma
Yasak Elma (en español: Fruto prohibido, Pecado original o Pasión prohibida) es una serie de televisión turca de drama y romance producida por Med Yapım, dirigida por Ece Erdek Koçoğlu y escrita por Melis Civelek y Zeynep Gür, cuyo primer episodio se emitió el 19 de marzo de 2018 en Fox Turquía. En el primer capítulo, Ender Çelebi le ofrece a Yıldız Yılmaz enamorar a su esposo, Halit, para acabar con su matrimonio. Iniciando así un caos en sus vidas lleno de mentiras, traiciones y amor.
Şevval Sam y Eda Ece protagonizan la serie como Ender Celebi y Yıldız Yılmaz, con Talat Bulut y Şafak Pekdemir protagonizando a su lado por cuatro temporadas. Nesrin Javadzadeh y Barış Kılıç, protagonizaron por tres temporadas. Además, Sevda Erginci, Onur Tuna, Tuvana Türkay, Gökhan Alkan, Erdal Özyağcılar, Gülenay Kalkan, Berk Oktay, Biran Damla Yılmaz y Murat Aygen también protagonizan en dos o una temporada. Melisa Doğu, Barış Aytaç, Vildan Vatansever, Serkan Rutkay Ayıköz, Mehmet Pamukçu, Nilgun Türksever, Ahmet Haktan Zavlak, Buçe Buse Kahraman y Doğaç Yıldız los acompañan como un elenco de apoyo.  
La primera temporada de la serie comenzó el 19 de marzo de 2018, finalizó el 4 de junio de 2018 y tuvo una duración total de 12 episodios. La segunda temporada comenzó el 10 de septiembre de 2018 y finalizó el 27 de mayo de 2019, duró un total de 35 episodios. La tercera temporada comenzó el 9 de septiembre de 2019 pero tuvo un final anticipado el 23 de marzo de 2020 debido a la pandemia de COVID-19, durando 27 episodios. La cuarta temporada se estrenó el 7 de septiembre de 2020, terminando el 10 de mayo de 2021 con 36 episodios. La quinta temporada comenzó el 13 de septiembre de 2021, terminó el 13 de junio de 2022 y duró 36 episodios en total. La sexta temporada inició el 19 de septiembre del 2022 y terminó el 5 de junio de 2023, durando 31 episodios en total, dando final a la serie.

## Sinopsis
Ender Celebi es una mujer de la alta sociedad, que busca a una mujer con el fin de deshacerse de su esposo Halit Argun y estar con su amante, eligiendo a una joven con deseos de dinero y poder, Yıldız, que vive en la ciudad con su hermana Zeynep trabajando en un restaurante. Ender le dice a Yildiz que tiene que seducir a su marido y que será recompensada por esto, por lo que esta acepta la oferta, que es el punto de inflexión de su vida y la de su entorno, causando un caos para todos.

## Reparto y personajes

### Principales
- Şevval Sam como Ender Çelebi (1-177): La exesposa de Halit, Alihan, Kaya y Doğan la ex prometida falsa de Çağatay, la exnovia de Sinan, la madre de Erim y Yiğit, la hermana mayor de Caner. Ex CEO de Kuyu Holding. Es la ex consultora de la explotación de Engin. Ella es una mujer fuerte y valiente. Ella es muy exitosa en su trabajo. Le gusta traducir negocios detrás de aquellos que tienen problemas con él. El dinero y el poder son indispensables y extremadamente egoístas. Ella ama a sus hijos y a su hermano más en esta vida. En la vida diaria  Utiliza palabras en inglés como "Bye, bye" "Hello" mucho. No puede estar de acuerdo con Şahika en ningún asunto. Siempre viene con diferentes personas por sus intereses. Ha estado enamorada de Kaya desde su juventud. Después de dejar a Kaya, se pone a trabajar como asistente de Halit y después de un tiempo lo engaña y se casa con él, pero pone a Yıldız en Halit para estar con otra persona. Se encuentran con Kaya años después y se casan después de enterarse de que Ender tiene un hijo que esconde. En el capítulo 56, fue envenenada por Şahika. Están separados por Kaya debido a los gabinetes que tradujo y los juegos de Şahika. En el capítulo 85, causa la muerte de Halit. En el episodio 92, entra en prisión con Yıldız y Şahika y permanece libre de la obra de Hasan Ali. Comienza a quedarse en un barrio pobre con Caner y Şahika. Se vuelve rica nuevamente con sus planes. Después de la muerte de Şahika, se reúnen con Kaya y se van a Londres después de la explosión en el episodio 110. Se van después de 6 meses y regresan a Kuyu Holding en el episodio 111. Se enoja con el matrimonio de Yıldız y Doğan y se compromete falsamente con Çağatay para terminarlos, se instala en su casa e intenta cooperar. Por lo tanto, el intervalo con Yıldız se rompe nuevamente. Debido a que Çağatay no quiere este compromiso falso, decide abandonar la casa de Çağatay, pero no se va de inmediato. En el episodio 138, es arrestada por la obra de Doğan. Hace el mismo juego para Doğan y se pone cara a cara. Cuando Ekin se entera de que Çağatay le dará sus acciones, ella deja su hogar y regresa a su antiguo hogar. La relación con yildiz mejora después que esta decide decirle que Feedo no es realmente rico. Sale de la provincia con Çağatay para una reunión a la que asistieron los principales ejecutivos de la compañía en el final de la temporada. Al regresar a Estambul con Yıldız y Çağatay, el automóvil rodó y se estrelló porque los hombres de Doğan detonaron los frenos del automóvil de Çağatay. Ender e Yıldız sobreviven mientras Çağatay muere en el accidente. Doğan va a la cárcel y Ender va a la gerencia de la compañía. Tiene un hotel, el hotel lo dirige Caner y Emir. Doğan sale de la prisión en el episodio 148, se declaró en quiebra en la empresa. Planea divorciarse secretamente de un hombre con Yıldız para ganar dinero y tener éxito. Sin embargo, la esposa de este hombre es Zeynep, y en el episodio 150, la hermana de Yıldız regresa a la serie. Le contó los hechos a Zeynep. Entiende la intención de Altay y hace que Altay hable. Se lo revela a Doğan y se casa con Doğan. Se convierte en enemiga de Yıldız. En el capítulo 155, revela a Hilal y se deshace de Hilal. Se divorcia de Dogan y se vuelve una empresaria de diamantes. Se convierte en cuñada de Kumru, cuando su hermano Caner se casa con Kumru. Pasado los años a pesar de todo, prevalece la amistad entre Ender y Yildiz.
- Eda Ece como Yıldız Yılmaz (1-177): La hermana mayor de Zeynep, la madre de Halitcan y Yıldızsu, la hija de Asuman y Mustafa, esposa de Doğan, exesposa de Halit, Kemal y Çağatay. Es una mujer cariñosa pero vengativa que siempre trata de ser feliz. Ella es de Bursa. Dado que la situación económica de su familia no es muy buena, siempre ha soñado con ser rica desde su juventud y siempre está interesada en la alta sociedad y el lujo. Ama a sus hijos más que a nadie. Todas los esposos con los que se casó la engañaron, pero ella se vengó de cada uno de ellos. Un día, trabajando como camarera en un restaurante, su vida cambia por completo con la oferta de Ender, que le pide que enamore a su esposo Halit Argun, para así ella pueda divorciarse de él y obtener parte de su dinero; Yildiz acepta, pero decide contarle todo el juego a Halit. Luego él se enamora de ella, y Yildiz se casa con Halit,  al inició él la trata bien, pero luego empieza tener un comportamiento hostil. Mientras estaba casada con Halit, se reencuentra con Kemal, su exesposo de la juventud, pero Halit no lo sabía. Kemal intenta reconquistar a Yildiz, pero entre su confusión sentimental acepta fugarse con Kemal, pero al final decide quedarse al lado de Halit. Queda embarazada de Halit, pero tuvo un aborto espontáneo. Pasado los meses, queda nuevamente embarazada de Halit, y tiene un embarazo difícil, ya que Halit la deja, y ella se muda a un pueblo, cuando regresa a Estambul, ya con un embarazo avanzado, Yildiz da a luz ha un niño, llamándolo Halitcan. Regresa con Halit, pero él la engaña con Leyla, por lo que decide divorciarse de Halit. Pasado el tiempo, hizo un intento de ser empresaria, fundando una lavandería y luego con su emprendimiento de Purees, pero quebró. Divorciada con Halit en el episodio 68. Después de un tiempo, Halit recupera su fortuna y le propone matrimonio y Yıldız acepta, pero en ese momento ella empezaba ha ilusionarse de Kerim, un hombre atractivo, administrador, pero estafador. No llega a concretarse ninguna relación entre ellos. Cuando Halit se entera de esta situación, planea vengarse, pensando que Yildiz lo ha engañado con Kerim. El día que se casará con Halit nuevamente; él les juega una mala pasada a ella y a Şahika y se casa con Ender. Luego, Yildiz coopera con Şahika e intentan divorciar a Ender de Halit y lo logran. En el episodio 85, tiene una discusión con Halit, junto a Ender y Sahika, Halit se cae de las escaleras, donde a consecuencia de ello muere. Pasado 3 meses, conoce a Cagatay, con la finalidad de rehacer su vida, y enamorada de este, se casa con Çağatay, un hombre joven, atractivo y millonario heredero. En el episodio 92, va a prisión con Ender y Şahika debido a la muerte de Halit, y Hasan Ali la saca de prisión. Quedó embarazada de Çağatay, pero Cansu le dispara y abortó a su hijo durante el ataque armado de Cansu a la casa de Hasan Ali, donde también muere Sahika. Pasado un tiempo se entera de que su amiga y vecina Kumru, una bella joven adinerada y socialité de moda en Turquía, es amante de Çağatay, por lo que se convierte en la archienemiga de Kumru. En secreto, se venga de Kumru reemplazando su bolso por uno falso y luego se casa con el padre de Kumru, Doğan, para vengarse. Desde que se casó con Doğan, vuelve a ser enemiga de Ender, como en el pasado, ya que Ender se entera de que Çağatay quiere volver a estar con Yıldız. Mientras tanto, debido a las intrigas de Ender, Yildiz piensa que Çağatay todavía está con Kumru. Çağatay es en realidad inocente, pero Yıldız no lo creía. Pasado poco tiempo, Yildiz le dice a Ender que escuchó de Doğan que Feedo en realidad no es rico, su relación mejora. En el final de temporada, va con Doğan a una reunión fuera de la provincia a la que asisten los altos ejecutivos de la empresa. Cuando por Handan se entera de que la gerente del hotel, Gizem es la exnovia de Doğan, se separa nuevamente de Dogan. Debido a su enojo con Doğan, decide regresar a Estambul, junto con Ender se suben al auto de Çağatay,  sin saber que los hombres de Doğan rompen en secreto los frenos del auto de Çağatay, el auto rueda por el acantilado y tiene un accidente. Çağatay muere en el accidente y encarcelan a Doğan. Cuando Çağatay muere, Yildiz, queda embarazada de Doğan y tiene una hija llamada Yıldızsu. Después de 2 años, Doğan sale de prisión. La empresa quebró. Ella hace un plan con Ender, para divorciar en secreto a un hombre de su mujer, para así ganar dinero, y lo logra. Sin embargo, la esposa de este hombre era Zeynep su hermana. Zeynep regresa a la serie en el episodio 150. El esposo de Zeynep intenta secuestrarla para divorciarse. Cuando atacó al hombre que secuestró a Zeynep, ella fue secuestrada también, pero ambas se salvaron. Cuando Ender se casa con Doğan, se vuelve hostil con ella y la humilla en público, volviendo la rivalidad inicial entre Yildiz y Ender. Pasado los meses, Dogan pide el divorcio a Ender y así poder regresar con Yildiz, sin embargo Yildiz, no acepta fácilmente, más aún que en la vida de Dogan esta Julia, una antigua amante de Dogan, al que él la presenta como "una amiga". Yildiz, tiene que lidiar con los juegos de Yulia, y ya para el capítulo 169, Yildiz acepta volver y casarse con Dogan. Pasan los meses y no se llega a casar nuevamente con Dogan. Ya en el capítulo final 177, Dogan fallece de un paro cardiaco cuando va a visitar a su hija Yildizsu. Pasan 2 años y Yildiz es adinerada, heredera del dinero de Dogan; se vuelve una mujer empresaria junto con Ender. Siendo la amistad entre Ender y Yildiz, la que triunfa al final de la historia.
- Sevda Erginci como Zeynep Gunduz (1-46, 150-177): La hermana menor de Yıldız, misma madre pero distinto padre, la hija de Asuman, esposa de Ata, exesposa de Alihan, Dündar, Saffet y Engin y la exnovia de Cem. En el episodio 46, se va al extranjero con Alihan. Años después, volvió a la serie con su nuevo esposo y dijo que se había divorciado de Alihan. Su esposo Saffet la secuestra para divorciarse, pero cuando Yıldız ataca al hombre para salvarla, son secuestradas con Yıldız y sus vidas corren peligro. Saffet obtiene la firma de Zeynep, se divorcia de él y huye a Estados Unidos. Yıldız se salva gracias a Sedai. Accidentalmente se casa con Engin con el juego de Asuman. En el episodio 160, se enamoró de Selim.
- Biran Damla Yılmaz como Kumru Çelebi (111-177): Hija de Doğan y Handan, sobrina de Engin. Esposa de Caner, exesposa de Ekin, la ex amante de Çağatay y la exnovia de Ömer y Selim. Ella es una socialité de fama mundial. Ella diseña hermosos bolsos. No admite fácilmente un error que ha cometido. Crece odiándo a su madre por estar con otro hombre. Conoce a Çağatay pero rompe con él poco después. Cuando regresa a Estambul, se reinicia su relación amorosa con Çağatay, a pesar de que él estaba casado con Yildiz. Cuando Yildiz se entera de su relación, ella rompe con él, pero vuelve a estar con él poco tiempo después. Sin embargo, cuando se entera de que Çağatay no la ama, lo deja definitivamente. Queda embarazada de Çağatay, pero tiene un aborto espontáneo. Aunque conoce a su madre años después, no quiere conocerla. Después de que su padre la echa de la casa, comienza a quedarse en la casa de Ezgi y luego en la casa de Ekin. Gracias al juego de Yıldız, regresa a su casa. Cuando se entera de que el matrimonio de Yıldız y Doğan es real, regresa a la casa de Ekin y al día siguiente se vuelven amantes. Cuando Ekin desaparece por un tiempo, ella piensa que se ha ido al extranjero, pero lo encuentra en una fiesta en su casa. Aunque al principio ella se siente ofendida por él, luego se reconcilian. Más tarde, Ekin le da las acciones que recolectó de Kuyu Holding. Se casa con Ekin en el episodio 142. En el capítulo 144, le transfiere las acciones a su madre y lo convierte en socio del Holding. Pensó que Ekin la estaba engañando porque no estaba con él cuando se despertaba por la noche. Por lo que decide seguirlo una noche, en el episodio final de temporada, Ekin fue al vecindario de Ezgi para golpear al esposo de Ezgi porque era violento con el esposo de Ezgi. Justo cuando Ekin va a matar a ese hombre, Kumru lo persigue y lo ve, descubriendo así que Ekin es un psicópata. Por otro lado, su padre va a prisión por matar a Çağatay, pero es absuelto dos años después. Se divorcia de Ekin y después de que Ekin se va a los Países Bajos. Pasan el tiempo y odia a Yıldız, pensando que ha calumniado a su padre. Se vuelve cercano a Altay. Caner, por otro lado, se hizo cercano a Kumru. Sin embargo, las intenciones de Altay son malas. Cuando se entera de las intenciones de Altay, lo invita a él y a sus amigos a un desayuno donde expone el engaño de Altay y dice que fue despedido de la empresa y se deshizo de Altay y sus juegos. Cuando pelea con Doğan y sale de la casa, el auto la atropella y resulta herida. En el hospital, se enamoró de su médico llamado Selim y para conquistarlo, se presenta como Ezgi y dice muchas mentiras. En el episodio 160, se reúne con Selim y se convierten en una pareja feliz por un tiempo. Hasta que este descubre la verdad y la avergüenza en un evento público y termina la relación. Luego Selim regresa con ella, solo por venganza, en complicidad con su hermana Julia. Mientras están juntos Kumru queda embarazada de Selim y cuando va ha darle la noticia, encuentra a Zeynep que ha dormido en el departamento de Selim, por un malentendido, Kumru nunca más vuelve a recuperar la confianza en Selim, y se va desenamorando de este por su mal comportamiento. Mientras esto pasa; ella pide ayuda a Caner, para que sea el padre de su bebé. A medida que piensa que Selim le engaña con Zeynep. Ya en el capítulo 170, Kumru y Caner invitan a toda la familia ha almorzar y les da la noticia que esta embarazada y que "el padre es Caner"  y que han decidido casarse. Caner acepta, ya que el siempre estuvo enamorado de Kumru. Ya en el capítulo 171, Selim lleno de ira, secuestra a Kumru, y su padre Dogan llega a salvarla y le dispara a Selim, y este muere. Pasado las semanas Kumru va encontrando consuelo en Caner y se va dando cuenta que ella también ama a Caner y decide decirle que no solo se está casando con él por compromiso o porque  él la está ayudando, sino porque ella también lo ama, ambos se abrazan y se convierten en una pareja real.  Pasan los meses y se ve en el capítulo final 177, que Kumru se casa con Caner.  Transcurren luego 2 años, y Kumru se encuentra nuevamente embarazada pero esta vez de su esposo Caner, dando a luz a un niño que le pone el nombre de su padre Dogan Celebi Yildirim. Y así Kumru en el capítulo final, se convierte en madre de 2 hijos, su primera hija que tuvo con Selim y su segundo hijo que tiene con Caner dentro de su matrimonio, teniendo una familia feliz junto a Caner y sus 2 hijos.
- Murat Aygen como Doğan Yıldırım (111-177): El padre de Kumru y Yıldızsu, esposo de Yıldız, la exesposa de Handan y Ender, Arzu, el ex amante de Gizem y Julia. El ex prometido de Hilal. Es socio de Kuyu Holding. Es un hombre de negocios muy rico. Ha vuelto de la Toscana. Ama a su hija Kumru más que a nadie y siempre le desea lo mejor. Sin embargo, si Kumru comete un gran error, no lo perdona fácilmente. Desde el pasado, hubo una gran hostilidad entre él y Sami Önder. Su esposa estaba con otro hombre, por lo que tuvo que vivir con Kumru. Debido a que Kumru está con Çağatay, está después de terminar Çağatay. Como se casarán, él se casa con Yıldız como un paso hacia ellos. Si bien este matrimonio es un matrimonio arreglado, le propone un matrimonio real a Yıldız. Después de un tiempo, el matrimonio se vuelve real. En el episodio 139, mientras ella y Ekin pelean por Kumru, ella se golpea la cabeza con las escaleras y se desmaya. Cuando Ekin sube las escaleras, ella se despierta y lo deja inconsciente. Más tarde, Çetin lo arroja a un lago. Sin embargo, ella aparece ante él en una fiesta en su casa. Por lo tanto, rescinde el empleo de Çetin. Hace que Sedai tenga un accidente para que Sedai y Çağatay se separen, y luego le dice a su hombre Murat que le pidió a la tía de Sedai que le dijera a Sedai que su padre es Hasan Ali. Invita a la abuela de Ekin a la boda de Kumru y Ekin, y el plan de Ekin de contar todo en la boda falla. En el episodio 145, el plan de Sedai falla cuando su tía confiesa todo. En el episodio final de temporada, ella va con Yıldız a una reunión fuera de la provincia a la que asisten los altos ejecutivos de la empresa. Gizem, el gerente del hotel allí, era su ex amante cuando estaba casada con Handan, y cuando Handan le dice esto a Yıldız, se separan. Después de que Çağatay lo deshonró, planea asesinar a Çağatay. Ender hace que Yıldız y Çağatay tengan un accidente cuando los frenos del auto de Çağatay son soplados en secreto por sus hombres por la noche. Gracias a este accidente, mató a Çağatay. Yıldız entendió la situación y la hizo encarcelar, pero Doğan lo negó sin importar qué, salió de prisión 2 años después y Yildiz intenta vengarse de Ender y Handan. Su brazo derecho Murat murió en el episodio 147. En el episodio 151, besa a Hilal. Intenta salvar a Yıldız atrapando a los hombres que secuestraron a Yıldız. Juega con Yıldız y se casa con Ender. En el último episodio de la serie en su última escena donde participa, muere de un infarto frente a los niños.

- Şebnem Dönmez como Handan Kılıç (134-): La hermana de Engin, la exesposa de Doğan, la madre de Kumru. La novia de Selim. La exnovia de Cenk Akın. Ex socio de Kuyu Holding. Es el asesor del holding de Engin. En el pasado, mientras estuvo casada con Doğan, estuvo con otro hombre y tuvo una hija llamada Mina. Después de la muerte de su segundo esposo, ella fue a la casa de Ezgi para arreglar la relación con Kumru y trató de llevársela de allí, pero Kumru no la dejó. Coopera con Ender para separar a Doğan y Yıldız. Pero sus planes se frustran. Ha tomado muchos préstamos para parecer rico, pero está en una situación muy difícil porque no puede pagarlos. Para deshacerse de esta situación, hace planes para eliminar a Doğan y luego tomar la herencia que le queda a Kumru. Por esta razón, Ekin comienza a tener pensamientos sobre Doğan infligiendo violencia a Kumru. Se enamora de Cenk Akın para obtener un nuevo préstamo, pero en realidad nunca lo ama. Despide a Cenk por usar la firma falsa de Doğan y termina el trabajo con él. Contrata a Feedo para engañar a Ender, pero su plan falla. Ella finge estar con Feedo para su próximo plan. Más tarde, le pide a su hombre, Cemal, que les diga a todos que Feedo lo engañó, y luego tomó drogas e intentó suicidarse. Él le dice a Kumru que este es el plan de Yıldız y Ender y que Feedo es su hombre. Creyendo esto, Kumru le permite quedarse en su propia casa. Kumru le da las acciones que le dio Ekin y así se convierte en socio de Kuyu Holding. En el final de temporada, sale de la ciudad para asistir a una reunión a la que asisten los empleados principales de la empresa. Gizem, el gerente del hotel allí, era el amante de Doğan cuando estaba casada con Doğan Handan. Él le dice esto a Yıldız y rompe la brecha entre Yıldız y Doğan. Cuando llega su hermano mayor, Engin, se acerca a él por su dinero. Se declaró en quiebra en la empresa y se quedó en la casa de Kumru. Doğan lo coloca en un hotel desde su casa. Se acostó con Selim, a quien conoció en secreto durante un tiempo.

#### Principales descontinuados
- Berk Oktay como Çağatay Kuyucu.
- Kuzey Gezer cómo Halitcan Argun 1
- Duygu Karaca como Deniz.
- Yasmin Erbil como Canan Baskıcı.
- Gizem Denizci como Gülnaz.
- Erdal Özyağcılar como Hasan Ali Kuyucu.
- Gülenay Kalkan como Feride Taşkin.
- Ece İrtem como Meriç Kırgız.
- Gamze Atay como Güler.
- Barış Kılıç como Kaya Ekinci.
- Nesrin Cavadzade como Şahika Ekinci.
- Hayati Akbaş como Hayati.
- Nilperi Şahinkaya como Cansu.
- Duygu Öztürk como Mine.
- Mert Altınışık como Mahmut Haznedar.
- Can Nergis como Mert Kara.
- Murat Tavlı como Cenk.
- Gamze Demirbilek como Rukiye.
- Bahattin Gök como Metin.
- Mehmet Pamukçu como Sıtkı.
- Okan Has como Haluk.
- Gökhan Alkan como Kerim Íncesu.
- Ahmet Haktan Zavlak como Erin Argun.
- Buçe Buse Kahraman como Lila Argun 2.
- Aysegul Ciner como Lila Argun 1.
- Safak Pekdemir como Zehra Argun.
- Sarp Can Köroğlu como Kemal.
- Doğaç Yıldız como Yiğit Ekinci.
- Talat Bulut como Halit Argun.
- Tuvana Türkay como Leyla Çelebi.
- Nilgun Türksever como Zerrin Taşdemir.
- Onur Tuna como Alihan Taşdemir.

### Elenco de apoyo
- Vildan Vatansever como Aysel Rüstem
- Barış Aytaç como Caner Çelebi
- Serkan Rutkay Ayıköz como Emir Yüksel
- Melisa Doğu como Asuman Yılmaz
- Emir Kaan Özkan como Halitcan Argun 2
- Güneş Ünlü como Yıldızsu Yıldırım
- Bahtiyar Memili como Sedai Yıldıran
- Melis Korkmaz como Ezgi Çiçek
- Sonat Tokuç como Cemal
- Oktay Oy como Aydın
- Nehir Erdoğan como Julia Moran

## Producción
La producción de la serie corre a cargo de Medyapim. Su productor es Fatih Aksoy, su productor ejecutivo es Selale Bascici. Su director es Ece Erdek Kocoglu, su segundo director es Betül Sevim, su asistente de dirección es Betül Yıldırım. El guion de la serie está a cargo de Melis Civelek y Zeynep Gür. El director de fotografía es Hakan Dinçkuyucu, el director de casting es Nalan Yıldırım, el jefe de iluminación es Mehmet Worker, los consultores de estilo son Ayşenur Aksoy y Aybüke Özmantar, el director de arte es Mert Kalender, y el coordinador de producción es Osman Zormen. La edición de la serie está a cargo de Serdar Çakular y Mert Can Asal, y la mezcla la realiza İlker Rukan.
La música del ciclo está preparada por Cem Tuncer, Ercüment Orkut y Efecan Tuncer, la música de apertura está a cargo de Ercüment Orkut y la música de cierre está a cargo de Efecan Tuncer.

## Temporadas
| Temporada | Temporada | Episodios | Rango de episodios | Dirigido por       | Emisión original         | Emisión original    |
| Temporada | Temporada | Episodios | Rango de episodios | Dirigido por       | Inicio                   | Final               |
| --------- | --------- | --------- | ------------------ | ------------------ | ------------------------ | ------------------- |
|           | 1         | 12        | 1 - 12             | Neslihan Yeşilyurt | 19 de marzo de 2018      | 4 de junio de 2018  |
|           | 2         | 35        | 13 - 47            | Neslihan Yeşilyurt | 10 de septiembre de 2018 | 27 de mayo de 2019  |
|           | 3         | 27        | 48 - 74            | Neslihan Yeşilyurt | 9 de septiembre de 2019  | 23 de marzo de 2020 |
|           | 4         | 36        | 75 - 110           | Murat Öztürk       | 7 de septiembre de 2020  | 10 de mayo de 2021  |
|           | 5         | 36        | 111 - 146          | Ece Erdek Koçoğlu  | 13 de septiembre de 2021 | 13 de junio de 2022 |
|           | 6         | 31        | 147 - 177          | Ece Erdek Koçoğlu  | 19 de septiembre de 2022 | 5 de junio de 2023  |